# Franz Schieck

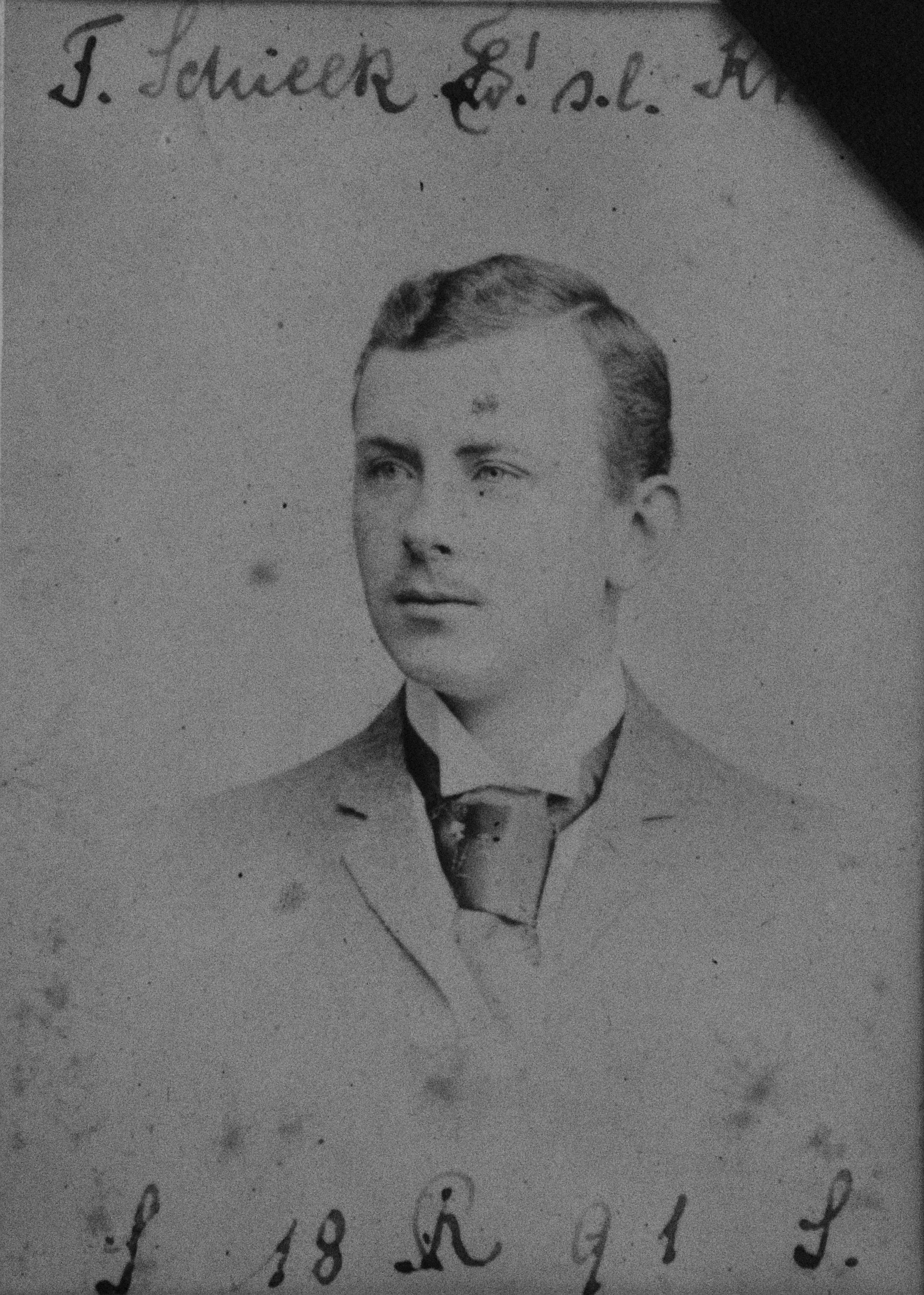
Franz Schieck als Heidelberger Student (1890)

Franz Julius Otto Schieck (* 14. August 1871 in Dresden; † 26. Januar 1946 in Lindelbach bei Würzburg) war ein deutscher Arzt und Professor für Augenheilkunde.

## Leben
Schieck wuchs in Dresden auf und besuchte dort die Lehranstalt Mochmann. 1889 legte er als Externer das Abitur am Vitzthumschen Gymnasium ab. Ab 1889 studierte er zunächst an der Universität Leipzig und ab 1890 an der Universität Heidelberg Medizin. In Heidelberg trat Schieck der Studentenverbindung Leonensia bei. 1894 legte er dort das medizinische Staatsexamen ab und wurde 1895 mit der Inauguraldissertation zu dem Thema „Über die ersten Stadien der experimentellen Tuberculose der Kaninchencornea“ promoviert. Er fand zunächst eine Anstellung als Assistent am pathologisch-anatomischen Institut der Heidelberger Universität. Zum 1. Januar 1897 wurde er Mitarbeiter von Arthur von Hippel an der Augenklinik der Universität Halle-Wittenberg. 1900 erfolgte die Habilitation mit der Arbeit „Klinische und experimentelle Studien über die Wirkung des Tuberculins auf die Iristuberculose“. Im gleichen Jahr begann Schieck als Privatdozent zu lehren.
Als sein Lehrer von Hippel an die Universität Göttingen wechselte, begleitete ihn Schieck. Er arbeitete bis 1914 zunächst als Assistenzarzt, später als Oberarzt an der dortigen Universitätsaugenklinik. 1906 erfolgte seine Ernennung zum Titularprofessor. Seine Tätigkeit in Göttingen wurde 1910/11 durch einen mehrmonatigen Forschungsaufenthalt am Robert Koch-Institut in Berlin unterbrochen.
1914 nahm Schieck den Ruf auf dem Lehrstuhl für Augenheilkunde und als Direktor der Augenklinik an der Universität Königsberg an. Doch noch im selben Jahr wurde er mit Beginn des Ersten Weltkriegs eingezogen und in Dresden im Garnisonslazarett eingesetzt. Im April 1915 erlangte er jedoch seine Freistellung vom kaiserlichen Militär.
Dies ermöglichte Schieck, sich im Herbst 1915 auf den Lehrstuhl für Augenheilkunde an der Universität Halle-Wittenberg berufen zu lassen und die Leitung des dortigen Universitätsaugenklinik zu übernehmen. 1924/25 war er Rektor der Universität.
Noch als Hallenser Rektor nahm Schieck jedoch 1925 den Ruf nach Würzburg auf den Lehrstuhl für Augenheilkunde der dortigen Universität an. Hintergrund war, dass er sich nicht mit Plänen zu Modernisierung und Erweiterung der Augenklinik in Halle durchsetzen konnte. In Würzburg lehrte er an der Alten Augenklinik am Röntgenring bis zu seiner Emeritierung 1936. Auch hier wurde er 1927/28 mit dem Rektoramt betraut.
1945 wurde Schieck in der Würzburger Hindenburgsiedlung (heute „Keesburg“ genannt) ausgebombt und fand in Lindelbach ein Ausweichquartier. Nach seinem Tod wurde er 1946 auf dem Würzburger Friedhof begraben.

## Leistungen
Schieck stand in der Tradition seines Lehrers von Hippel. Er griff wie dieser auf die sich seit Ende des 19. Jahrhunderts stetig verbessernden technischen Möglichkeiten der Medizin wie z. B. die Mikroskoptechnik und damit einhergehende sich schnell verbreiternde Zellularpathologie zurück. Somit überwogen zu Beginn seiner Tätigkeit Themen der pathologischen Anatomie wie der damals aktuellen Sarkomforschung am Auge. Insbesondere auch durch seine Verbindungen mit dem Robert Koch-Institut traten Zusammenhänge zwischen Immunologie und Augenerkrankungen zu seinen Forschungen hinzu, die er histologisch untersetzte. Eines seiner Hauptthemen waren die Auswirkungen tuberkulöser Erkrankungen auf das Auge. Daneben wurden Glaukome und die Stauungspapille seine Arbeitsgebiete.
Schieck war ein produktiver wissenschaftlicher Autor. Er schrieb zehn Bücher und ca. sechzig weitere wissenschaftliche Aufsätze, die er oft selbst illustrierte.
1919 veröffentlichte Schieck die erste Auflage seines Lehrbuchs „Grundriß der Augenheilkunde für Studierende“ im Julius Springer Verlag, das unter dem Namen „Der kleine Schieck“ sich neben dem Lehrbuch von Theodor Axenfeld jahrzehntelang großer Beliebtheit erfreute. Schieck betreute sein Lehrbuch bis zur 10. Auflage. Mit der 11. Auflage (1949) wurde es von Ernst Engelking unter dem Titel „F. Schiecks Grundriss der Augenheilkunde“ fortgeführt. Ab der 15. Auflage (1968), bearbeitet durch Wolfgang Leydhecker unter dem Titel „Augenheilkunde“, wurde Schieck als Begründer angeführt. Die aktuellen Auflagen (derzeit 30. Auflage, bearbeitet von Franz Grehn, 2008) enthalten diesen Hinweis jedoch nicht mehr.
Als seine umfangreichste und wissenschaftlich wichtigste Publikation gilt das siebenbändige „Kurzes Handbuch der Ophthalmologie“, das Schieck 1930/32 gemeinsam mit dem Jenaer Augenprofessor Arthur Brückner herausgab.
Seit 1912 war Schieck Mitherausgeber der „Zeitschrift für Augenheilkunde“, die 1938 mit der „Ophthalmologica“ zusammengelegt wurde. 1914 begründete er das „Zentralblatt für die gesamte Ophtalmologie und ihre Grenzgebiete“ mit. Er war Mitglied der Hallenser Freimaurerloge Zu den drei Degen.

## Politik
Schieck trat 1933 dem Stahlhelm bei, der in die SA als SA-Reserve-I überführt wurde, 1935 erfolgte sein Austritt.
1934 wurde er Mitglied der NSDAP. Damit stellt er in seiner Generation der Lehrstuhlinhaber in der Augenmedizin eine Ausnahme dar.
Andere Quellen behaupten eine konträre Einstellung Schiecks gegenüber dem NS-Regime, die eine Verweigerung der Verlängerung seiner Amtszeit über die Altersgrenze hinaus zur Folge gehabt hätte.
Sein Bruder Walther Schieck war ein liberaler Politiker der DVP und 1930–1933 Ministerpräsident des Freistaates Sachsen.

## Schriften
- Klinische und experimentelle Studien über die Wirkung des Tuberculins auf die Iristuberculose. Habilitation. In: Archiv für Ophthalmologie. Band L (2), 1900, S. 247–359. (Neuausgabe: Nabu Press 2010, ISBN 978-1-143-52623-7)
- Das Melanosarkom als einzige Sarkomform des Uvealtraktes. Verlag Bergmann, Wiesbaden 1906.
- Die Genese der Stauungspapille. Verlag Bergmann, Wiesbaden 1910.
- Die Immunitätsforschung im Dienste der Augenheilkunde. Verlag Bergmann, Wiesbaden 1914.
- Grundriß der Augenheilkunde für Studierende. Julius Springer Verlag, Berlin 1919.
- Kurzes Handbuch der Ophthalmologie. Band I-VII, Julius Springer Verlag, Berlin 1930/32.
- Tuberkulöse Infektion und Augenleiden. Joh. Ambrosius Barth, Leipzig 1932.
- Das Wesen der Stauungspapille. (= Bücherei des Augenarztes. Heft 12). Ferd. Enke Verlag, Stuttgart 1942.

## Ehrungen
- 1916 wurde Schieck zum Mitglied der Deutschen Akademie der Naturforscher Leopoldina gewählt.[7]
- 1918 erfolgte die Ernennung zum Geheimen Medizinalrat.
- 1936 wurde Schieck zum Senator der Deutsch-Ibero-Amerikanischen Ärzteakademie ernannt.
- Von 1940 bis zu seinem Tod gehörte er dem Vorstand der Deutschen Ophthalmologischen Gesellschaft an.[8]